# Ouders Vrucht (Willeskop)

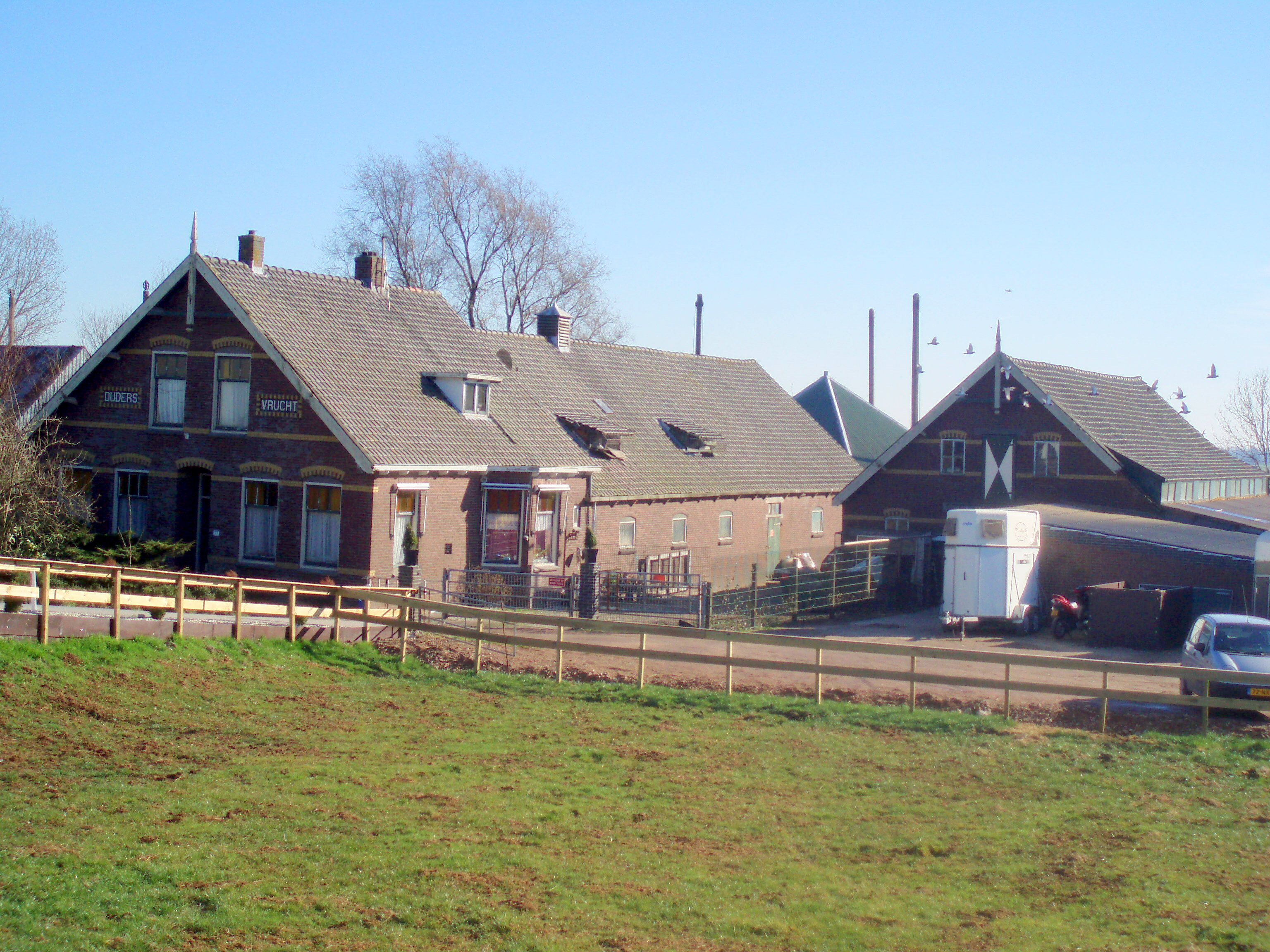
Ouders Vrucht

Ouders Vrucht is een langhuisboerderij te Willeskop in de gemeente Montfoort. Hij is gebouwd aan het begin van de twintigste eeuw. De boerderij bestaat uit een voor- en achterhuis, waarbij het voorhuis hoger gelegen is. Het pand is gedeeltelijk onderkelderd. Voor de ontlastingsbogen zijn gele stenen gebruikt.
Het bouwwerk is in het kader van het Monumenten Inventarisatie Project (M.I.P.) geklasseerd met één ster als zijnde van lokaal belang en van enige waarde op gemeentelijk niveau. Het is geen gemeentelijk monument.